# Huntingdon (district électoral du Canada-Uni)
Pour les articles homonymes, voir Huntingdon.
Circonscription électorale provinciale du Canada
Huntingdon est un district électoral de l'Assemblée législative de la province du Canada.

## Histoire
Le district électoral de Huntingtdon est créé à partir du district du Bas-Canada Laprairie. En 1853 une refonte des districts électoraux a lieu et Laprairie est recréé. Lors de la confédération de 1867, le district est considéré comme district provincial et il fait donc partie des 65 premières circonscriptions électorales du Québec.

## Liste des députés
| Années | Années      | Député                  | Affiliation                     |
| ------ | ----------- | ----------------------- | ------------------------------- |
|        | 1841 - 1844 | Austin Cuvillier        | Canadien-français antiunioniste |
|        | 1844 - 1848 | Benjamin-Henri Le Moine | Canadien-français               |
|        | 1848 - 1851 | Tancrède Sauvageau      | Canadien-français               |
|        | 1851 - 1854 | Jean-Baptiste Varin     | Réformiste                      |
|        | 1854 - 1858 | Robert Brown Somerville | Indépendant                     |
|        | 1858 - 1861 | Robert Brown Somerville | Indépendant                     |
|        | 1861 - 1863 | Robert Brown Somerville | Indépendant                     |
|        | 1863 - 1867 | Robert Brown Somerville | Indépendant                     |